# 陳廣 (洪武進士)
陳廣，湖南茶陵人，明朝官員，進士出身。

## 生平
洪武十八年（1385年）乙丑科，中式二甲第五名進士，任官中书舍人。